# Інтерференція вірусів
Інтерференція вірусів (англ. Viral interference), також відома як суперінфекційна стійкість, — це пригнічення розмноження вірусів, спричинене попереднім впливом на клітини іншого вірусу. Точний механізм вірусного втручання невідомий. Причетні фактори — це генерація інтерферонів зараженими клітинами та окупація або зниження модуляції клітинних рецепторів.
Виявляється на різних стадіях вірусної інфекції і може бути обумовлена конкуренцією за клітинні рецептори при адсорбції вірусу на клітинній поверхні, за ділянки реплікації нуклеїнової кислоти і трансляції, виснаженням метаболітів у клітці, індукцією інтерферону та іншими причинами. Інтерференція вірусів використовується для виявлення, ідентифікації та визначення титру нецитопатогенних вірусів.

## Бактеріофаг Т4
Первинна інфекція бактеріофагом (фагом) Т4 господаря E. coli зазвичай призводить до генетичного виключення вторинно заражаючого фага, заважаючи вторинному фагу передавати свою генетичну інформацію нащадкам.

## COVID-19
Так зниження кількості випадків грипу в зиму 2020—2021 пояснюють інтеференцією вірусів грипу та COVID-19.